# Cratere Cendrillon
Cendrillon è un cratere sulla superficie di Ryugu.